# リパブリック・レコード
リパブリック・レコード（Republic Records）は、ユニバーサル・ミュージック・グループに属するアメリカ合衆国のレコードレーベルである。1995年にモンテとエイヴリーのリップマン兄弟によって設立された。本社はニューヨークにあり、カリフォルニア州サンタモニカにも支社を置く。
2006年にユニバーサル・リパブリック・レコードと改称されていたが、2012年に元の名称に戻った。現在はインタースコープ・レコードやアイランド・レコードと並んでユニバーサルミュージック・グループ内の中核レーベルに位置づけられている。

## 歴史
リップマン兄弟はアパートのキッチンテーブルで前身となるチーズ・ファクトリー・レコード（Cheese Factory Records）の運営を開始した。最初のリリースはブラッドハウンド・ギャングであった。しかし、スタッフが3人しかいない独立系レーベルにできることは限られていた。そこにMCAレコードからのオファーが届き、彼らはそれを受け入れた。こうして1995年、ゲフィン・レコードのサブレーベルとしてリパブリック・レコードが設立された。
1999年、ユニバーサル・レコード、モータウン・レコード、リパブリック・レコードが合併し、ユニバーサル・モータウン・リパブリック・グループ（UMRG）が発足した。UMRG内の3レーベルは後に2レーベルに再編され、2005年にユニバーサル・モータウン・レコードが、2006年にユニバーサル・リパブリック・レコードがそれぞれ発足した。
2011年夏、モータウン・レコードがユニバーサル・モータウン・レコードから切り離され、アイランド・デフ・ジャム・ミュージック・グループに編入された。これによってユニバーサル・モータウン・レコードおよびユニバーサル・モータウン・リパブリック・グループは消滅して、ユニバーサル・リパブリック・レコードは単体で存続するレーベルとなった。
2012年半ばにユニバーサル・リパブリック・レコードは以前のリパブリック・レコードに社名変更した。

## レーベル
- ビッグ・マシーン・レーベル・グループ
  - ビッグ・マシーン・レコード（en:Big Machine Records） - 2005年設立。テイラー・スウィフト、ラスカル・フラッツ、ティム・マッグロウ (en:Tim McGraw) らが所属。
  - ザ・ヴァロリー・ミュージック・カンパニー（The Valory Music Co.） - 2007年設立。リーバ・マッキンタイアらが所属。
  - リパブリック・ナッシュヴィル - 2009年設立。ザ・バンド・ペリー、フロリダ・ジョージア・ライン (en:Florida Georgia Line) 、キャサディー・ポープ、イーライ・ヤング・バンド (en:Eli Young Band) が所属。
- キャッシュ・マネー・レコード
  - ヤング・マネー・エンターテインメント
- タフ・ゴング
- カサブランカ・レコード
- アメリカン・レコーディングス（en:American Recordings） - リック・ルービンが主宰。ZZトップとザ・エイヴェット・ブラザーズ (en:The Avett Brothers)が所属。
- ブラッシュファイアー・レコーズ
- ラヴァ・レコード（en:Lava Records） - 1995年設立。ロード、ジェシー・J、ブラック・ベイル・ブライズらが所属。
- SRPレコード - 作曲家・プロデューサーのカール・スターケンとエヴァン・ロジャースが主宰。リアーナらが所属。
- ロマ・ヴィスタ・レコーディングス（en:Loma Vista Recordings） - 2012年設立。サウンドガーデン、ダミアン・マーリー、セイント・ヴィンセント、カット・コピーらが所属。
- XO - ザ・ウィークエンドのレーベル。
- スクール・ボーイ・レコード（en:School Boy Records） - 2007年設立。ジャスティン・ビーバー、アリアナ・グランデ、アッシャー・ロス、カーリー・レイ・ジェプセン、ザ・ウォンテッド、PSY、 藤井風らが所属。